# مايك تايسون ضد روي جونز جونيور
مايك تايسون ضد روي جونز جونيور كانت مباراة ملاكمة استعراضية بين بطل العالم السابق للوزن الثقيل بلا منازع مايك تايسون وبطل العالم السابق في دوري الدرجة الرابعة روي جونز جونيور. أقيمت المباراة في ستيبلز سينتر في لوس أنجلوس في 28 نوفمبر 2020، وكانت تمت الموافقة عليها من قبل لجنة ولاية كاليفورنيا لألعاب القوى (CSAC). الحكام كانوا ثلاثة أبطال سابقين سجلوا أن النتيجة تعادل، وهي نتيجة مثيرة للجدل.

## خلفية

### مايك تايسون
في سبتمبر 2006، بعد عام من تقاعده، أعلن تايسون أنه سيشرع في جولة عالمية في معارك استعراضية التي وصفت بأنها «جولة مايك تايسون العالمية» في محاولة للتغلب على الدين الذي كان عليه في ذلك الوقت. استمرت مباراته الأولى لأربع جولات واقيمت في مركز شيفروليه في يونغستاون ، أوهايو، في 20 أكتوبر 2006،  ضد الملاكم المحترف السابق وشريك تايسون في السجال كوري ساندرز.  مع حضور 6000 مشجع، فشل القتال في تلبية التوقعات وقام الجماهير في كثير من الأحيان باعلاء صيحات الاستهجان مع الاستياء. وكانت هذه المعركة الاستعراضية الوحيدة التي اقيمت ضمن الجولة.
ذكر تايسون لأول مرة فكرة العودة إلى معارك المعرض في مقابلة على يوتيوب مع مغني الراب TI في أبريل 2020، قائلاً: «أريد أن أذهب إلى صالة الألعاب الرياضية وأن أستعيد لياقتي حتى أتمكن من إقامة استعراضات من ثلاث أو أربع جولات لبعض المؤسسات الخيرية أو من هذا القبيل.»  كما لمح عن احتمال عودته إلى الحلبة بعد بضعة أسابيع، حيث نشر مقطعين فيديو قصيرين عبر الإنترنت وهو يتدرب على حسابه على إنستغرام ، ويعلن «لقد عدت» في نهاية الفيديو الثاني. في وقت لاحق من ذلك الشهر، قال خلال بث مباشر على فيسبوك ، «كل شيء ممكن. أشعر بعدم القدرة على التوقف الآن. لقد أيقظتني آلهة الحرب، وأشعلت غروري، وتريدني أن أذهب للحرب مرة أخرى. أشعر وكأنني [شاب] مرة أخرى.»  تم اختيار مدرب فنون القتال المختلطة رافائيل كورديرو ليكون مدربًا وكورنرمان لتايسون في نوبة المعرض.

### روي جونز جونيور
جرت آخر جولة لجونز من حياته المهنية التي استمرت 29 عامًا في 8 فبراير 2018، حيث هزم سكوت سيغمون بقرار إجماعي في مركز باي في بينساكولا ، فلوريدا. أعلن جونز اعتزاله بعد المباراة، لكنه ترك الباب مفتوحًا للعودة ضد مقاتل يو إف سي أندرسون سيلفا، قائلاً، «دانا، أعلم أنك تستمع. أعرف أن أندرسون مُعلق. لكن هذه هي المعركة الأخرى الوحيدة التي سيعود روي جونز إلى الحلبة من أجلها. بخلاف ذلك، تم إغلاق الفصل.» 

### العروض المبكرة
بعد مقاطع الفيديو الخاصة به على إنستغرام والبث المباشر على فيسبوك ، اتصل مروج الملاكمة الأسترالي براين أماترودا بتيسون بعرض مليون دولار لمواجهة أحد الملاكمين الثلاثة في معركة استعراضية: لاعب كرة القدم الأسترالي السابق باري هول، لاعب دوري الرجبي السابق بول غالن، أو لاعب دوري الرجبي السابق سوني بيل ويليامز. وفقًا لوكيل المشاهير ماكس ماركسون، الذي كان يعمل كوسيط بين أماترودا وفريق تايسون، «قرأ مايك القصة في ديلي ميل بأنه سيقاتل لاعب رجبي. قال إنه لن يفعل ذلك لأنه سيكون إهانة للملاكمة. يقول إنه إذا عاد إلى الحلبة، فسيكون مع ملاكم حقيقي.» 
بعد ستة أيام من نشر تايسون مقاطع الفيديو التدريبية الخاصة به، نشر إيفاندر هوليفيلد مقطع الفيديو الخاص به مع التعليق: «هل أنت مستعد؟ اللحظة التي كنتم تنتظرونها جميعًا. . . لقد عاد البطل.» في مقابلة مع موقع BoxingScene.com، أعرب هوليفيلد عن رغبته في مواجهة تايسون في الحلبة، قائلاً: «لقد فعلت بالفعل ما أردت القيام به في مسيرتي، وكنت أفضل ما يمكن أن أكونه. إذا لم يكن ذلك من أجل الأعمال الخيرية، فلن أقاتل تايسون، ولا أنظر الي الموضوع علي انني فائز في هذه المعركة. هذا حدث خيري يساعد مؤسساتنا. الشيء المهم هو معرفة ما الذي تفعله من أجله.» 

### رابطة أساطير مايك تايسون فقط
رفض تايسون جميع العروض النقدية التقليدية للمروجين وبدلاً من ذلك دخل في شراكة مع شركة إنشاء المشاريع الناشئة Eros Innovations ، التي أسسها مؤخرًا المدير التنفيذي لوسائل الإعلام ورئيسة استوديو الأفلام السابق إس تي إكس إنترتينمنت، لإطلاق رابطة أساطير مايك تايسون فقط. الهدف من المشروع الرياضي هو توفير البنية التحتية والدعم للرياضيين الأسطوريين من جميع الرياضات للتنافس في الأحداث العالمية لمرة واحدة. تمتلك Legends Only League حصريًا جميع معارك تايسون القادمة.

### صفقة موقعة بين تايسون وجونز
بعد شهرين من المفاوضات بين Tyson Legends Only League و Holyfield فشلت في وضع اللمسات الأخيرة على صفقة بين المقاتلين، تم الإعلان في 23 يوليو 2020، أن جونز قد وقع عقدًا لمواجهة تايسون، مع المعرض المقرر في البداية ليقام في 12 سبتمبر في ستاب هاب سنتر في كارسون ، كاليفورنيا، إلى جانب الملاكمين الآخرين الذين ظهروا على البطاقة السفلية. أعلن Mike Tyson Legends Only League أن الحدث سيشمل العديد من الملاكمين البارزين والعازفين الموسيقيين لزيادة جمهور الحدث إلى أقصى حد، وأنه سيتم إنتاجه من قبل Sophie Watts و Kiki Tyson ، مع مايك تايسون وأزيم سبايسر وشريك أعمال واتس جوني رايان الذي يتولى الملاكمة. تضمنت البطاقات السفلية نجم وسائل التواصل الاجتماعي جيك بول يقاتل بطل الدوري الاميركي للمحترفين كل نجوم البطولات الاربع نيت روبنسون. تضمنت الأعمال الموسيقية واي جي وفرنتش مونتانا وسنوب دوغ وسواي لي وويز خليفة و Saint Jhn .
في صيف 2020، أبرمت الرابطة صفقة مع Triller لمنصة الوسائط الاجتماعية الناشئة لترخيص حقوق البث للحدث. كما تم عقد صفقات التوزيع مع منصة InDemand الرائدة للدفع مقابل المشاهدة ومنصة الدفع مقابل المشاهدة الرقمية Fite.tv لبث الحدث في أمريكا الشمالية. وشمل شركاء البث الدوليون بي تي سبورت في المملكة المتحدة وتينسنت في الصين القارية.
في أغسطس، تم الإعلان عن تأجيل موعد الحدث إلى 28 نوفمبر 2020، من أجل تعظيم إيرادات الحدث. في مؤتمر صحفي استضافه Triller في 29 أكتوبر، أُعلن أن المعركة ستجري في ستيبلز سينتر في لوس أنجلوس. تمت المصادقة على الحدث رسميًا من قبل لجنة ولاية كاليفورنيا الرياضية (CSAC). طُلب من كلا المقاتلين تقديم اختبارات CSAC الطبية للمقاتلين الذين تزيد أعمارهم عن 40 عامًا، وكان الحكم يخضع لتعليمات محددة لإيقاف المباراة إذا تجاوزت «حدود معرض الملاكمة التنافسي». تضمنت قواعد القتال ثماني جولات لمدة دقيقتين بالإضافة إلى قفازات 12 أونصة، على عكس قفازات 10 أونصة التقليدية التي يتم ارتداؤها في مباريات الملاكمة ذات الوزن الثقيل.

### بطاقة الأداء
كانت المعركة عبارة عن قرعة منفصلة وسجل حكام WBC البطل الثلاثة المعركة على النحو التالي: تشاد داوسون (76-76) وكريستي مارتن (79-73 مع تايسون) وفيني بازينزا (76-80 لجونز). أظهرت أرقام Compubox أن تايسون تفوق على جونز بهامش كبير،  ووصف الكاتب الرياضي دان رافائيل بطاقة أداء بازينزا بأنها «جنون خالص».

### حدث رئيسي مشترك وبطاقة سفلي
واجه الفنان جيك بول لاعب الدوري الاميركي للمحترفين السابق نيت روبنسون في الحدث الرئيسي المشترك. في الجولة الأولى، أجبر بول على العمل، وكان روبنسون غالبًا ما يركض إلى بول وينخرط في انتزاع. تم إسقاط روبنسون في وقت متأخر من الجولة الأولى، وبعد ذلك بدا مشوشًا في الحلبة وفي ركنه. في الجولة الثانية، واصل الاندفاع للأمام وأسقطه بول مرتين، وتسببت الثانية في سقوط روبنسون على وجهه أولاً على القماش، فاقدًا للوعي. تم إعلان فوز بول من قبل KO في 1:24 من الجولة الثانية. في مقابلات ما بعد القتال، شرع في استدعاء مقاتلي فنون القتال المختلطة كونور ماكجريجور وديلون دانيس.
عند فتح البطاقة الرئيسية، واجه بادو جاك المقاتل غير المهزوم Blake McKernan. سيطر جاك على المعركة، وفاز بنسبة 80-72 في بطاقات أداء الحكام الثلاثة. تلقى ماكيرنان الثناء على صرامته وقدرته على تحمل عقاب جاك.

## استقبال
أقيمت المصارعة لمدة 3 ساعات بدون جمهور وحظي باستقبال جيد عالميًا من قبل الصحافة، مع إعلان نيويورك تايمز أن «هذه المعارك تبدو رائعة حقًا» وعلقت على «قيمة الإنتاج الجيدة بشكل مدهش». كتبت سي بي إس سبورت أن «العرض نفسه، من البداية إلى النهاية، كان ممتعًا بشكل مدهش طوال الوقت.»  لوحظ القتال على وسائل التواصل الاجتماعي للتعليق الذي قدمه مغني الراب سنوب دوج، الذي وصفه بعض النقاد بأنه «ربح» الليلة من خلال تعليقاته وردود أفعاله الملونة. في وقت من الأوقات وصف سنوب تايسون وجونز بأنهم «مثل اثنين من أعمامي يتقاتلون في حفل الشواء». بدأ أيضًا في غناء ترنيمة أثناء قتال البطاقة السفلية بين جيك بول ونيت روبنسون، عندما بدأ روبنسون غارق في التعثر في الحلبة.
كانت المعركة أيضًا ناجحة جدًا في الدفع لكل عرض (PPV)، متجاوزة التوقعات. حصد الحدث أكثر من 1.6 مليون عملية شراء ليصبح أكبر حدث للدفع مقابل المشاهدة في الملاكمة لعام 2020 وحقق أكثر من 80 مليون دولار من عائدات الدفع مقابل المشاهدة وحدها.